# Kommunalvalget i Gentofte Kommune 2021
Kommunalvalget i Gentofte Kommune 2021 blev afholdt, som del af Kommunal- og regionsrådsvalg 2021 tirsdag d. 16. november 2021. Der skal vælges 19 medlemmer af kommunalbestyrelsen, og der kræves 10 mandater for at danne et flertal. Den siddende borgmester, Michael Fenger fra Det Konservative Folkeparti overtog maj 2021 borgmesterposten fra partifællen Hans Toft, der havde været borgmester siden 1993. Gentofte har altid haft konservativ borgmester, og der er intet, der tyder på, at det ændrer sig efter dette valg. Som Venstres spidskandidat er tidligere TV-vært og europaparlamentariker Morten Løkkegaard, som allerede sidder i kommunalbestyrelsen for Venstre. Derudover stiller tidligere borgmester i Farum Kommune, Peter Brixtoftes, datter, Marie Brixtofte op for Radikale Venstre, hvor hun er nummer tre på listen.
I alt stiller 94 kandidater op fordelt på 11 partier. Der er anmeldt følgende valgforbund:
| Valgforbund   | Partier                                                                                     |
| ------------- | ------------------------------------------------------------------------------------------- |
| Valgforbund 1 | B. Radikale Venstre I. Liberal Alliance V. Venstre, Danmarks Liberale Parti                 |
| Valgforbund 2 | A. Socialdemokratiet F. Socialistisk Folkeparti                                             |
| Valgforbund 3 | C. Det Konservative Folkeparti D. Nye Borgerlige K. Kristendemokraterne O. Dansk Folkeparti |

## Valgte medlemmer af kommunalbestyrelsen
| Mandatnr. | Navn                 | Parti                       |
| --------- | -------------------- | --------------------------- |
| 1         | Michael Fenger       | Det Konservative Folkeparti |
| 2         | Andreas Weidinger    | Det Konservative Folkeparti |
| 3         | Pia Nyring           | Det Konservative Folkeparti |
| 4         | Marie Brixtofte      | Radikale Venstre            |
| 5         | Søren Heisel         | Socialdemokratiet           |
| 6         | Christina Wex        | Det Konservative Folkeparti |
| 7         | Stig Wall            | Det Konservative Folkeparti |
| 8         | Teit Andersen        | Det Konservative Folkeparti |
| 9         | Morten Løkkegaard    | Venstre                     |
| 10        | Britta Riis          | Det Konservative Folkeparti |
| 11        | Helene Brochmann     | Venstre                     |
| 12        | Malene Brandt        | Det Konservative Folkeparti |
| 13        | Karen Riis Kjølbye   | Det Konservative Folkeparti |
| 14        | Kristine Kryger      | Radikale Venstre            |
| 15        | Katja S. Johansen    | Det Konservative Folkeparti |
| 16        | Jesper Marcus        | Det Konservative Folkeparti |
| 17        | Jeanne Toxværd       | Enhedslisten                |
| 18        | Anne Hjorth          | Socialdemokratiet           |
| 19        | Anton Brüniche-Olsen | Det Konservative Folkeparti |